# Chrysis (comédie)
Pour les articles homonymes, voir Chrysis.
 (décembre 2016).
Chrysis est une comédie écrite en latin par Enea Silvio Piccolomini (Pie II) en 1444, lors d'une diète à Nuremberg.
Elle n'a pas été éditée à son époque ; c'est au XIXe siècle que le manuscrit a été retrouvé.
Avec cette pièce, Enea Silvio Piccolomini « a voulu élever l’inspiration des Goliards au niveau de la grande comédie romaine en vers » (Jean-Louis Charlet).
Il s'agit d'une suite de 18 scènes qui ont pour personnages une entremetteuse, Canthara, deux catins, Cassina et Chrysis, la sœur de cette dernière, Pythias, deux vieux clercs, Dyophanès et Théobulus, et un jeune homme amoureux de Chrysis, Sédulius.
C'est « une comédie latine salace à la manière de Plaute, dont le personnage éponyme est une courtisane. » (Frédéric Duval)

## Éditions
- Jean-Louis Charlet, Chrysis, Paris, Champion, "Textes de la Renaissance", 2006: traduction avec le texte latin en regard.

## Études
- Antonio Staüble, « Quelques considérations sur les comédies des humanistes : à propos de deux publications récentes », Bibliothèque d'Humanisme et de Renaissance, 1966, p p. 459-475.
- Giuseppe BernettiI, « Eneas Silvio Piccolomini e la sua commedia Chrysis », La Rinascita 6, 1943, p. 37-65 [Saggi e studi sugli scritti d’Enea Silvio Piccolomini Papa Pio II, 1405-1464], Firenze, 1971, p. 128-156.
- Jean-Louis Charlet, « La Chrysis d’Enea Silvio Piccolomini est-elle une vraie comédie ? », Les mondes théâtraux autour de Guillaume Coquillart, Actes du colloque de Reims (novembre 2000), Jean-Frédéric Chevalier, Langres, D. Guéniot, « Hommes et textes en Champagne », 2005.
- Jean-Claude Ternaux, « Deux clercs à la porte. La première scène de la  ‘Chrysis’ d’Enea Silvio Piccolomini », Actes du colloque de Chianciano (2005), Pio II umanista europeo, dir. Luisa Secchi Tarugi, Firenze, Franco Cesati editore, 2007, pp. 743-753.
- Stefano Pittaluga, « Sint procul meretrices: note sulla Chrysis e sulla Historia de duobus amantibus», Actes du colloque de Chianciano (2005), Pio II umanista europeo, dir. Luisa Secchi Tarugi, Firenze, Franco Cesati editore, 2007, p. 755–765.
- Jean-Louis Charlet, "Le pseudo-vers iambique d'Enea Silvio Piccolomini dans la Chrysis, Studi Umanistici Piceni, XXIX/2009, Istituto Internazionale di Studi Piceni- Sassoferrato, p. 185–204.